# Domaine de Sillery
Pour les articles homonymes, voir Sillery.
Le domaine de Sillery, est un parc situé sur le territoire de la commune d'Épinay-sur-Orge dans le département de l'Essonne en région Île-de-France.
Le domaine a été inscrit à l'inventaire des monuments historiques en 2006. Le domaine abrite notamment l’institut médico-éducatif et le centre médico-psychologique de Sillery, agréé par l'Agence régionale de santé pour l'accueil de personnes handicapées.

## Localisation
Le domaine de Sillery est situé au nord-est de la commune, le long de l'autoroute A6 sur le territoire de la commune d'Épinay-sur-Orge. 

## Historique
En 1837, le parc du domaine de Sillery est aménagé par le paysagiste Louis-Sulpice Varé. Construction de bassins, système de distribution des eaux, décorations avec cascades, grotte et îlots boisés accompagnent la création du domaine. En 1860, le château de Sillery est réaménagé. De 1861 à 1867, l'aménagement du parc est complété, essentiellement pour des éléments de canalisations. Dans les années 1880, l'installation des canalisations d'eau est achevée ainsi qu'un bassin de pisciculture creusé.
En avril 2020, en pleine pandémie de Covid-19 sur le territoire français, l'Unité mobile de premiers secours de l'Essonne, association agréée de sécurité civile établit une base opérationnelle éphémère sur le domaine.

## La Fondation Franco-Britannique de Sillery
Le domaine appartient à la Fondation Franco-Britannique de Sillery. Il abrite le château de Sillery , l'Institut médico-éducatif de Sillery (IME), ainsi que le Centre de Réadaptation Professionnelle de Sillery (CRP). Un foyer d'hébergement, « Les Roseaux » héberge des adultes en situation de handicap à l'extérieur du domaine, dans le quartier des Rossays d'Épinay-sur-Orge.

## Pour approfondir